# Марково кале (Врање)
Марково кале је вероватно један од најстаријих споменика историје и културе крај Врања.

## Историјат
Кале на турском језику значи „тврђава, град, утврђење, утврда”. Поред војног утврђења, Марково кале је било и људско станиште. Био је то утврђени град са подграђем на северној периферији данашњег Врања, око цркве Светог Николе и Белог моста, где се формирало првобитно насеље Врања као село.

### Прво предање
Према предању, Марко Краљевић је некада господарио северним просторима изнад Врања, а самим тим и овом тврђавом, па је тако и добила име Марково кале. Када је морао да устукне пред турском премоћи, он је са својим коњем Шарцем са стене, у којој је остао отисак његовог копита, прескочио на источну планину. Ту је од једа заплакао па планину назваше Плачевица (данас Пљачковица). Када се са ове пребацио на западну планину, код цркве Свете Тројице се прекрстио и остаде име планини Крстиловица. У потоку који протиче подно Марковог града налази се удубљење где се наводно купао, а на обали потока његова огромна фуруна (пећ).
Када су неимари озидали тврђаву — казује друго предање — морали су да остану затворени у њој без хране, пошто су заборавили да оставе отвор за врата. Касније су их нашли мртве.Османски султан Муса 1412. године освојио је Марково кале и приредио крвав пир:преко лешева убијених бранилаца тврђаве поставио је трпезу и ручао.Турци су користили Марково кале као тврђаву и у њој имали посаду од тридесетак људи. Улажу се напори да развалине буду конзервиране и заштићене од даљег пропадања. На средокраћи између Врања и Марковог калета налази се, крај пута, Маркова плоча, за коју је, такође, везана легенда о Марку Краљевићу.

### Друго предање
Према другом предању се тврди да се град неко време звао Голубиње. Помиње се у 14. и 15. веку као власништво казнаца Мирослава, тепчије Кузме, казнаца Балдовина, ћесара Угљеше и војводе Николе Скобаљића. Касније нестаје из докумената.

## Локација
Марково Кале је тврђава — средњовековни историјски споменик, који се налази 4,5 km северно од Врања, на старом путу Врање–Лесковац и садашњем путу Врање–Власе–Мијовце, у клисури Градске реке на надморској висини од око 750 m. Лежи на гребену између планина Крстиловица и Пљачковица. Између њих и града пробијају се Девотинска и Мала река, које се испод самога града уливају једна у другу. Тврђава је изграђена у 13. веку. Данас је у рушевинама.

## Галерија
- поглед на тврђаву са севера
- темељи цркве у тврђави
- поглед на тврђаву са југа
- тврђава 2016. године